# ВЧ-заградитель
Высокочастотный заградитель — электротехническое устройство, устанавливаемое в разрыв фазного провода линии электропередачи и обладающее высоким сопротивлением на частоте работы канала ВЧ-связи и низким сопротивлением на промышленной частоте (50 Гц).
Высокочастотные заградители используются для создания высокочастотных каналов связи по высоковольтным линиям электропередач (10, 35-750 кВ) для обеспечения передачи сигналов противоаварийной автоматики, релейной защиты, телефонной связи, телемеханики, промодулированных высокой частотой (24-1000 кГц) по фазному проводу или грозотросу.
ВЧ-заградитель представляет собой высокочастотный фильтр, исключающий (ослабляющий) шунтирующее действие шин подстанций и отпаек линии электропередачи на линейный тракт канала ВЧ-связи. Заградитель состоит из силовой катушки индуктивности с воздушным сердечником (номинальная индуктивность 0,25...2,0 мГн), подключенного параллельно катушке элемента настройки, а также защитного устройства.
Катушка индуктивности представляет собой алюминиевый (либо медный) провод, навитый на одно-, двух- или трех-обмоточную катушку из изолирующего материала.
Элемент настройки позволяет настроить ВЧ-заградитель на разные диапазоны заграждения. Элемент настройки состоит из набора катушек индуктивности, конденсаторов, резисторов. Защитные устройства предназначены для защиты элемента настройки от перенапряжений. В качестве устройства защиты могут выступать ограничитель перенапряжения или разрядник вентильный.
ВЧ-заградитель подвешивается на гирляндах изоляторов на линейных порталах подстанций и на опорах линий электропередачи. При беспортальном заходе заградитель устанавливается на опорном изоляторе, либо на конденсаторе связи.
Высокочастотные заградители предназначены для:
- предотвращения потерь ВЧ сигнала на шинах подстанций и на соседних линиях;
- блокирования ВЧ сигналов от других источников, работающих на соседних линиях с близкими частотами;
- поддержания определенного значения высокочастотных параметров линии электропередачи независимо от схемы распределительного устройства.

## Технические характеристики
Существуют несколько типов заградителей, различающихся по номинальной силе тока, индуктивности и напряжению линий электропередачи. Основные технические характеристики приведены в таблице.
| Тип заградителя | Номинальный длительный ток, А | Индуктивность реактора на промышленной частоте, мГн | Напряжение линий электропередачи, кВ | Диапазон частот заграждения, кГц                    |
| --------------- | ----------------------------- | --------------------------------------------------- | ------------------------------------ | --------------------------------------------------- |
| ВЗ-630-0,5      | 630                           | 0,547                                               | 35-110                               | 36-42, 40-48, 47-60,59-82, 74-118,100-200, 160—1000 |
| ВЗ-1250-0,5     | 1250                          | 0,536                                               | 116-330                              | 36-44; 43-57; 50-70; 60-95; 80-164; 145—1000        |
| ВЗ-2000-0,5     | 2000                          | 0,535                                               | 330-750                              | 36-47;45-65; 50-77;60-95; 80-164:145-1000           |
| ВЗ-4000-0,5     | 4000                          | 0,5                                                 | 1050                                 | 36-50; 48-80; 75-270                                |
| ВЗ-2000-1,0     | 2000                          | 1,027                                               | 330-750                              | З6-66; 50-146; 70-1000                              |

## Производители
Приведены производители ВЧ-заградителей, допущенных к применению на объектах ОАО «ФСК ЕЭС».
1. ООО «АББ», г. Москва. Высокочастотные заградители типа DLTC на номинальные токи 400-4000 А, номинальную индуктивность 0,2-2 мГн.
2. ОАО РЭТЗ «Энергия», МО, г. Раменское. Заградители высокочастотные серии ВЗ.
3. ООО «Росэнергосервис», г. Ростов-на-Дону. Высокочастотные заградители (ВЗ) для применения на ВЛ напряжением 35-750 кВ серии ВЗ-630-0,5 (ток КЗ 16 кА, 1 с), ВЗ-1250-0,5 (ток КЗ 31,5 кА, 1 с), ВЗ-2000-0,5 (ток КЗ 40 кА, 1 с) климатического исполнения У1, изготавливаемые по ТУ 3414-005-46569277-2000.
4. ЗАО «НПП „Электронные информационные системы.“» Высокочастотные заградители серии ВЗ-630-0,5 УХЛ1, ВЗ-630-0,5 УХЛ1 УД, ВЗ-1250-0,5 УХЛ1, ВЗ-1250-1,0 УХЛ1, ВЗ- 2000-0,5 УХЛ1.
5. Компания «TRENCH Austria GmbH.» Высокочастотные заградители типа LTP УХЛ1 с номинальным током 460, 630, 1000, 1250, 1600, 2000, 3150, 4000 А.
6. ООО «Одесский завод „Нептун“», Украина. Высокочастотные заградители (ВЗ) серии ВЗ-650-0,5 У1 О, ВЗ-1250-0,5 У1 О.